# 托马斯·胡贝尔
托马斯·胡贝尔（德語：Thomas Huber，1963年11月4日—），德国男子水球运动员。他曾代表西德参加1984年和1988年夏季奥林匹克运动会水球比赛，其中1984年奥运会获得一枚铜牌。